# Judisk klädedräkt

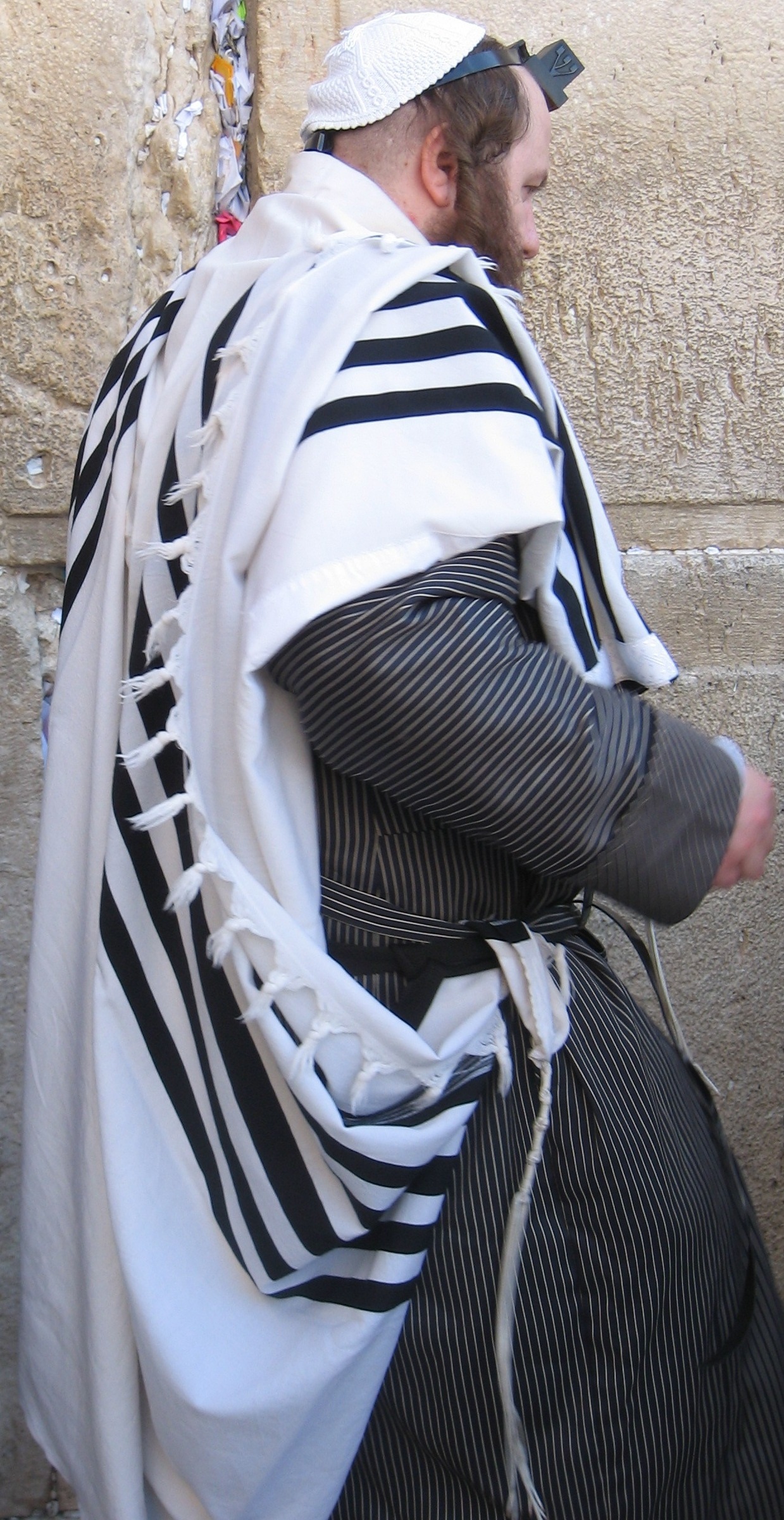
Ortodox jude bärande en kippah, en tallit och tefillin.

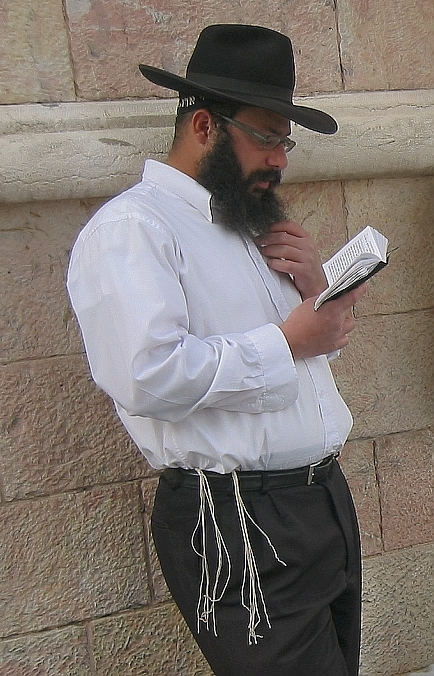
Ortodox jude bärande tzitzit.

Judisk religiös klädedräkt har påverkats av bibliska bud, blygsamhetskrav och modern stil för kläder som bärs i många samhällen där judar har levt. Inom judendomen är kläder också ett medel för religiös ritual. Många judiska män bar turbaner, tunikor, kappor och sandaler.

## Tallit, tzitzit och tallit katan
Talliten är en judisk bönesjal som bärs när man reciterar morgonbönen  i synagogan på sabbaten och på helgdagar. Talliten har särskilda tvinnade och knutna fransar kallade tzitzit fästa vid dess fyra hörn. Den kallas ibland arba kanfot (lit. "fyra hörn") även om termen är mer vanlig för en tallit katan, ett underplagg med tzitzit. Enligt det bibliska budet är en blå tråd, tekhelet, tänkt att ingå i tzitzit.  
Eftersom den ortodoxa traditionen föreskriver att det tidsbundna budet ska uppfyllas bärs tzitzit endast av män. Konservativ judendom undantar kvinnor från att bära tzitzit, men förbjuder det inte. Judiska män är begravda i en tallit som en del av tachrichim (begravningsdräkt).

## Kippah
En kippah eller yarmulke (även kallad en kappel eller "kalott") är en tunn, lätt rundad kalott som traditionellt alltid används av ortodoxa judiska män, och ibland av både män och kvinnor i konservativa och reformerade samhällen. Dess användning är förknippad med att visa respekt och vördnad inför Gud.

## Kvinnors täckning av sitt hår
Ortodoxa judiska kvinnor bär en scarf (tichel), en Snood, en hatt, en basker, eller - ibland - en peruk (sheitel) för att uppfylla kravet i den judiska religiösa lagen om att gifta kvinnor täcker sitt hår.
Det finns icke-kanoniska rabbinska skrifter om täckning av håret i förhållande till tzniut (som betyder "blygsamhet"), såsom Shulchan Aruch Rabbi Jacob ben Ashers Stone of Help 115, 4, Orach Chayim 75,2 och även Ha'ezer 21, 24.

## Kittel
En kittel (jiddisch: קיטל) är en vit knälång bomullsrock som bärs av judiska böneledare och vissa ortodoxa judar på stora helgdagar. I vissa familjer bär hushållets överhuvud en kittel vid judarnas påskhögtid. I vissa kretsar är det brukligt för brudgummen att bära en kittel under bröllopsbaldakinen.